# Saison 1 d'American Dad!
Chronologie
Saison 2
La première saison d'American Dad! a été diffusée pour la première fois aux États-Unis par la Fox entre le 6 février 2005 et le 14 mai 2006. Initialement, elle est composée de vingt-trois épisodes, mais aux États-Unis, l'ordre a été modifié par la suite. Ainsi, la saison 1 n'est composée officiellement que des sept premiers épisodes. Les seize épisodes restants de cette saison constituent la seconde saison.

En France, elle a été diffusée pour la première fois à la télévision sur Canal+.

## Épisodes
| № | # | Titre                                                                                       | Réalisation                 | Scénario                                 | Première diffusion | Code de prod. | Audience |
| --- | - | ------------------------------------------------------------------------------------------- | --------------------------- | ---------------------------------------- | ------------------ | ------------- | -------- |
| 1 | 1 | L'Apprentissage du pouvoir (Tel père, tel fils) Pilot                                       | Ron Hughart                 | MacFarlane, Mike Barker et Matt Weitzman | 6 février 2005     | 1AJN01        | 15,10    |
| Steve est bouleversé au sujet de son manque de popularité. Il se rend compte que les filles sont particulièrement attirées par les garçons ayant des chiens : il convainc alors son père d'en avoir un...                                       |   |                                                                                             |                             |                                          |                    |               |          |
| 2 | 2 | Niveaux d'alerte (Stan se mêle de la mêlée) Threat Levels                                   | Brent Woods                 | David Zuckerman                          | 1er mai 2005       | 1AJN02        | 9,47     |
| Stan a accidentellement libéré un virus mortel chez lui, causant ainsi la mise en quarantaine de la maison et de la famille par la CIA... |   |                                                                                             |                             |                                          |                    |               |          |
| 3 | 3 | Stan sait mieux que les autres (Papa a raison) Stan Knows Best                              | Pam Cooke                   | Mike Barker et Matt Weitzman             | 8 mai 2005         | 1AJN03        | 8,23     |
| Hayley prend un travail en tant que strip-teaseuse après avoir rejoint son petit-ami dans son van et avoir été couper financièrement par Stan...                                                                                                |   |                                                                                             |                             |                                          |                    |               |          |
| 4 | 4 | Le Flashback de Francine (Les mémoires de Francine) Francine's Flashback                    | Caleb Meurer et Brent Woods | Rick Wiener et Kenny Schwartz            | 15 mai 2005        | 1AJN05        | 7,84     |
| Comme chaque année, Stan oublie son anniversaire de mariage. Pour éviter une nouvelle crise, il efface la mémoire de Francine pour les dernières 24h grâce à un appareil de la CIA. Mais une erreur lui fait oublier les 24 dernières années... |   |                                                                                             |                             |                                          |                    |               |          |
| 5 | 5 | Roger du troisième âge (Roger, mort dans la vie) Roger Codger                               | Albert Calleros             | Dan Vebber                               | 5 juin 2005        | 1AJN04        | 6,09     |
| Croyant à sa mort, Stan se débarrasse du corps de Roger.Mais celui-ci est bien vivant, et est vite repéré par la CIA. Il menace alors Stan de tout avouer s'il se fait capturer...                                                              |   |                                                                                             |                             |                                          |                    |               |          |
| 6 | 6 | Patrie en danger - La patrie est en danger (Insécurité nationale) Homeland Insecurity       | Rodney Clouden              | Neal Boushell et Sam O'Neal              | 12 juin 2005       | 1AJN06        | 6,85     |
| Stan pense que les voisins sont des terroristes, il va alors transformer sa maison en camp de détention... |   |                                                                                             |                             |                                          |                    |               |          |
| 7 | 7 | Stan le diacre - Lorsque l'enfant paraît (Diacre Stan, Jésus m'aime) Deacon Stan, Jesus Man | John Aoshima                | Nahnatchka Khan                          | 19 juin 2005       | 1AJN07        | 6,55     |
| Stan est obnubilé par sa rivalité avec l'un de ses voisins, Chuck White. Lorsque celui-ci se propose pour remplacer le diacre décédé, Stan fait tout son possible pour accéder à cette place...                                                 |   |                                                                                             |                             |                                          |                    |               |          |